# Friedrich Greve (Politiker, 1907)
Friedrich Greve (* 19. März 1907 in Mörsen (Kreis Syke); † 2. Juni 1994 in Twistringen) war  ein deutscher Politiker (CDU) und Abgeordneter des Niedersächsischen Landtages.

## Leben
Greve war Landwirt und übernahm nach der Landwirtschaftsschule den elterlichen Hof. Ab 1940 wurde er zum Wehrdienst eingezogen, im August 1944 geriet er in amerikanische Kriegsgefangenschaft, aus der er im April 1946 entlassen wurde. Bereits im gleichen Jahr wurde er Bürgermeister in seinem Geburtsort Mörsen, dieses Amt hatte er bis 1965 inne. Er war in Vorständen und Aufsichtsräten von landwirtschaftlichen Vereinen, Genossenschaften und Verbänden tätig. Zusätzlich war er noch Landwirtschaftsrichter beim Amtsgericht Bassum.

## Politik
Greve war Mitglied des Kreistages seit 1952, dabei auch Mitglied des Kreisausschusses. In der 5. und 6. Wahlperiode vom 20. Mai 1963 bis 20. Juni 1970 war er Mitglied des Niedersächsischen Landtages. Wichtigstes Amt war Schriftführer des Niedersächsischen Landtages vom 28. Juni 1967 bis 23. April 1969.
Im Alter von 79 Jahren wurde er noch einmal Landtagsabgeordneter in der 11. Wahlperiode vom 21. Juni 1986 bis 20. Juni 1990.

## Quelle
- Barbara Simon: Abgeordnete in Niedersachsen 1946–1994. Biographisches Handbuch. Hrsg. vom Präsidenten des Niedersächsischen Landtages. Niedersächsischer Landtag, Hannover 1996, S. 126.

| Personendaten    | Personendaten                  |
| ---------------- | ------------------------------ |
| NAME             | Greve, Friedrich               |
| KURZBESCHREIBUNG | deutscher Politiker (CDU), MdL |
| GEBURTSDATUM     | 19. März 1907                  |
| GEBURTSORT       | Mörsen (Kreis Syke)            |
| STERBEDATUM      | 2. Juni 1994                   |
| STERBEORT        | Twistringen                    |